# Aquilino Morcillo
Aquilino Morcillo Herrera (Granada, 1913-Madrid, 1 de diciembre de 1990) fue un periodista español.

## Biografía
Nacido en Granada en 1913, realizó estudios de derecho, llegando a doctorarse en esta materia por la Universidad de Madrid.Se formó en la escuela de periodismo de El Debate.
Ingresó en la redacción del diario Ideal de Granada en 1934. En poco tiempo ascendió en el organigrama del periódico y pasaría a ser jefe de redacción. Posteriormente accedería a la dirección del Ideal, diario que dirigió hasta comienzos de la década de 1950.
Desde 1943 fue miembro de la Asociación Católica Nacional de Propagandistas (ACNdP). En 1949, Ángel Herrera Oria le ofreció desempeñar la dirección del diario madrileño Ya, aunque de hecho no podría no asumirla hasta 1952; hasta ese año la Editorial Católica no consiguió que Juan José Pradera Ortega, que ejercía director del periódico desde 1939, fuera destituido por el régimen franquista. El 27 de junio de 1952 Aquilino Morcillo asumió la dirección de Ya, diario que dirigiría durante cerca de veintidós años, hasta 1974. También desempeñaría las funciones de consejero delegado de Edica.
Falleció en Madrid en 1990. 